# Catoblepia generosa
Catoblepia generosa is een vlinder uit de familie Nymphalidae. De wetenschappelijke naam van de soort is voor het eerst geldig gepubliceerd in 1901 door Hans Ferdinand Emil Julius Stichel.